# ステンボロン
ステンボロン（英：Stenbolone）は、ジヒドロテストステロン (DHT) 群のアナボリックステロイド (AAS) であり、販売されることはなかった。ステンボロンのC17βエステルのプロドラッグである酢酸ステンボロンは、AnatrofinおよびStenoboloneという商品名で持効性注射剤の筋肉内注射用のAASとして使用されている。

## 化学
ステンボロンは、2-メチル-δ1-4,5α-ジヒドロテストステロン（2-メチル-δ1-DHT）または2-メチル-5α-アンドロスト-1-エン-17β-オール-3-オンとしても知られ、合成アンドロスタンステロイドであり、DHTの誘導体である。ドロスタノロン（2-メチルDHT）、1-テストステロン（δ1-DHT）、メチルステンボロン（17α-メチルステンボロン）と構造的に密接に関連している。

## 社会と文化

### 一般名
ステンボロンは薬剤の一般名であり、国際一般名である。